# Окулярник майотійський
Окулярник майотійський (Zosterops mayottensis) — вид горобцеподібних птахів родини окулярникових (Zosteropidae). Ендемік Майотти.

## Опис
Довжина птаха становить 11 см. Верхня частина тіла оливково-жовта з зеленуватим відтінком. Верхні покривні пера хвоста яскраво-жовті. Лоб і нижня частина тіла темно-жовті. Боки тьмяно-жовті. Живіт і стегна каштанові. Нижні покривні пера крил білі з жовтуватим відтінком. Навколо очей білі кільця, які перетинаються чорними смугами, що ідуть від дзьоба до очей і далі. Хвіст чорний. Дзьоб чорний, прямий.

## Поширення і екологія
Майотійські окулярники є ендеміками острова Майотта в архіпелазі Коморських островів. Вони живуть в сухих і вологих тропічних рівнинних лісах, а також в мангрових лісах.

## Систематика
Вимерлого сейшельського окулярника раніше вважали підвидом майотійського окулярника Zosterops mayottensis semiflava.